# Weberocereus panamensis
Weberocereus panamensis ist eine Pflanzenart in der Gattung Weberocereus aus der Familie der Kakteengewächse (Cactaceae). Das Artepitheton panamensis verweist auf das Verbreitungsgebiet in Panama.

## Beschreibung
Weberocereus panamensis wächst als hängender und strauchiger Epiphyt. Die Triebe sind stark dreikantig oder gelegentlich abgeflacht. Sie sind 1 bis 2 Zentimeter breit. Die scharfen Triebkanten sind eingebuchtet. Die auf den Trieben befindlichen kleinen Areolen sind etwas eingesenkt und von einer dicken Schuppe etwas verdeckt. Dornen sind in der Regel nicht vorhanden. Manchmal werden jedoch ein bis drei kurze, gelbliche Dornen ausgebildet.
Die weißen Blüten sind 4 bis 7 Zentimeter lang und erscheinen in der Nähe der Triebspitzen. Ihr gehöckertes Perikarpell ist mit Schuppen und langen weißen Haaren besetzt. Die roten, gehöckerten Früchte besitzen einen Durchmesser von 2 bis 3 Zentimeter. Ihr Fruchtfleisch ist purpurfarben.

## Verbreitung und Systematik
Weberocereus panamensis ist in Panama verbreitet.
Die Erstbeschreibung erfolgte 1920 durch Nathaniel Lord Britton und Joseph Nelson Rose. Ein nomenklatorisches Synonym ist Weberocereus biolleyi subsp. panamensis (Britton & Rose) Doweld (2002).
In ihrer Synopsis der Tribus Hylocereeae von 2017 fassen Nadja Korotkova, Thomas Borsch und Salvador Arias die Art als Synonym von Weberocereus tunilla subsp. biolleyi auf.

## Nachweise